# 黄窝村
黄窝村位于江苏省连云港市海州区高公岛街道。黄窝位于连云港港口东面，距市区约38公里，沿海滨公路东行进入山坳便是黄窝。村域面积1.16平方公里，全村居民216户、常住人口645人。现在的黄窝村是全区村集体经济发展的先进村，村民和谐生活的小康村。2019年12月25日，黄窝村入选国家森林乡村。2020年4月，入选首批江苏省传统村落名单。2020年9月8日，入选江苏省乡村旅游重点村名录（2020）。2020年11月20日，入选第六届全国文明村镇名单。
黄窝这里的山形如簸箕状，一面向海，三面环山，固有“窝”之说。这里是凤凰飞落的地方，是皇帝驻跸的地方，又是炎黄子孙辛勤劳作的地方，所以有凰窝、皇窝、黄窝的称呼。
古时黄窝为海上一屿，为黄姓（包括江夏黄氏）发源地，黄夷世居之地。东夷之中有蛮族居于海州，屡次侵犯黄族。当地蛮族有多代回交和以长辈子女亲属为食的恶俗。东夷蛮族为日后大和民族的祖先之一。黄氏居于岛上以防范入侵。
1. ↑  《汉典.黄夷》
2. ↑  《古事记》
3. ↑  《义楚六帖》
4. ↑  《尔雅注》